# Ташлытамак
Ташлытамак (баш. Ташлытамаҡ) — деревня в Давлекановском районе Башкортостана, входит в состав Имай-Кармалинского сельсовета.

## История
Деревня основана мишарями по договору 1748 года о припуске на вотчинных землях башкир Кыркули-Минской волости Ногайской дороги как Ново-Карамалы-Ташлы-Тамак. Название Происходит от гидронима (баш. букв. — каменное устье).
В 1865 г. в 55 дворах проживало 399 человек. Занимались земледелием, пчеловодством, плетением лаптей. Были мечеть, училище. В 1906 г. зафиксированы мечеть, хлебозапасный магазин.

## Население
| 2002 | 2009 | 2010 |
| ---- | ---- | ---- |
| 118  | ↘113 | →113 |

## Географическое положение
Расстояние до:
- районного центра (Давлеканово): 32 км,
- центра сельсовета (Имай-Кармалы): 3 км,
- ближайшей ж/д станции (Давлеканово): 32 км.

## Сельское хозяйство
Население занято в крестьянско-фермерском хозяйстве И. Ф. Байбурина.